# خدمات شبکه
در شبکه‌های کامپیوتری، سرویس شبکه برنامه‌ای است که در لایه کاربرد شبکه و بالاتر اجرا می‌شود و ذخیره‌سازی، دستکاری، ارائه، ارتباط و قابلیت‌های دیگر را فراهم می‌کند. این برنامه اغلب با استفاده از معماری سرویس گیرنده-سرور یا همتا به همتا بر اساس پروتکل های شبکه لایه کاربردی پیاده سازی می‌شود.
هر سرویس معمولاً توسط یک مؤلفه سرور که بر روی یک یا چند رایانه اجرا می شود (اغلب یک رایانه سرور اختصاصی که چندین سرویس را ارائه می دهد) ارائه می شود و از طریق یک شبکه توسط مؤلفه های گیرنده در حال اجرا بر روی دستگاه های دیگر قابل دسترسی است. با این حال، اجزای کلاینت و سرور هر دو می توانند بر روی یک دستگاه اجرا شوند.
کلاینت ها و سرورها اغلب دارای یک رابط کاربری و گاهی اوقات سخت افزارهای دیگر مرتبط با آن هستند.

## مثال ها
از مثال ها میتوان به سیستم نام دامنه (DNS) که نام دامنه را به آدرس های پروتکل اینترنت (IP) ترجمه می کند، اشاره کرد. همچنین میتوان از پروتکل پیکربندی میزبان پویا (DHCP) که برای تخصیص اطلاعات پیکربندی شبکه به میزبان های شبکه است، نام برد. سرورهای احراز هویت کاربران را شناسایی و احراز هویت می کنند، نمایه های حساب کاربری را ارائه می دهند و ممکن است آمار استفاده را ثبت کنند.
ایمیل، چاپ و سیستم فایل توزیع شده، سرویس های متداول شبکه های محلی می‌باشند. آنها به کاربران نیاز دارند که مجوز دسترسی به منابع مشترک را داشته باشند.

#### دیگر سرویس های شبکه شامل موارد زیر می‌شوند:
- خدمات دایرکتوری
- ایمیل
- اشتراک گذاری فایل
- پیام رسانی فوری
- بازی آنلاین
- چاپ
- سرور فایل
- صدا از طریق IP
- ویدیوی درخواستی
- تلفن تصویری
- شبکه جهانی وب
- پروتکل مدیریت شبکه ساده
- سرویس زمان
- شبکه حسگر بی سیم

## لایه کاربردی
در برنامه نویسی شبکه کامپیوتری ، لایه کاربردی یک لایه انتزاعی است که برای پروتکل های ارتباطی و روش های طراحی شده در جهت ارتباطات فرآیند به پردازش در سراسر یک شبکه IP، اختصاص یافته است. پروتکل های لایه کاربردی از پروتکل های لایه انتقال زیرین برای ایجاد اتصالات میزبان به میزبان برای خدمات شبکه استفاده می کنند.

### خدمات شبکه TCP-IP

#### شماره های درگاه
بسیاری از خدمات مبتنی بر IP با یک شماره پورت شناخته شده خاص مرتبط هستند که توسط حاکمیت فنی اینترنت استاندارد شده است.
به عنوان مثال، سرورهای جهانی وب روی پورت 80 کار می کنند و سرورهای رله ایمیل معمولاً در پورت 25 شنود دارند.

#### TCP در برابر UDP
سرویس های مختلف از تکنیک های مختلف انتقال بسته استفاده می کنند.
به طور کلی، بسته هایی که باید به ترتیب صحیح و بدون از دست دادن از بین بروند، از TCP استفاده می کنند، این در حالی است که سرویس های بلادرنگ که در انها بسته های بعدی اهمیت بیشتری نسبت به بسته های قدیمی دارند، از UDP استفاده می کنند.
به عنوان مثال، انتقال فایل به دقت کامل نیاز دارد و به طور معمول با استفاده از TCP انجام می شود، و کنفرانس صوتی اغلب از طریق UDP انجام می شود، جایی که ممکن است اشکالات لحظه ای مشاهده نشود.
UDP فاقد پرهیز از تراکم شبکه داخلی است و پروتکل‌هایی که از آن استفاده می‌کنند باید بسیار دقیق طراحی شوند تا از فروپاشی شبکه جلوگیری شود.